# Это не похороны, это — воскресение
«Это не похороны, это — воскресение» (англ. This Is Not a Burial, It’s a Resurrection) — лесотский драматический фильм 2019 года, снятый режиссёром Лемохангом Джеремайей Мозезом и сопродюсерами Кейт Пансегроу и Элиасом Рибейро. Главную роль в картине исполнила актриса Мэри Твала Мхлонго, роли второго плана — Джерри Мофокенг Ва, Махаола Ндебеле, Тсеко Монахенг и Сифиве Нзима-Нцхе.
Эта картина была выбрана в качестве представителя Лесото на соискание премии «Оскар» за лучший иностранный художественный фильм на 93-й церемонии вручения премии Оскар, но не попала в шорт-лист. Это был первый раз, когда Лесото подавало заявку в этой категории. Фильм получил положительные отзывы со стороны кинокритиков и был показан на нескольких международных кинофестивалях.

## Сюжет
Мантоа, 80-летняя вдова, узнав о смерти сына, работавшего на рудниках ЮАР, начинает готовиться к уходу из жизни. Она устраивает собственные похороны и приводит свои дела в порядок. Однако в её родных местах строят плотину, и местных жителей требуется переселить, так как всё здесь вскоре будет затоплено. В этой ситуации Мантоа решает защищать духовное наследие своей общины.

## Критика
На сайте-агрегаторе рецензий Rotten Tomatoes 100 % из 34 отзывов критиков являются положительными со средней оценкой 8/10. Общий консенсус критиков этого ресурса гласит: «„Это не похороны, это — воскресение“ стоит на линии разлома между колыбелью традиции и завтрашним днём, демонстративно настаивая на том, что одно не должно существовать за счёт другого». По мнению Гая Лоджа из издания Variety фильм представляет собой «одержимый, лишённый сентиментальности гимн земле и её физической защитной оболочке из общины и предков — всему, что находится под угрозой из-за развития номинально прогрессивной инфраструктуры».

### Награды
На церемонии вручения наград Африканской киноакадемии 2020 года «Это не похороны, это — воскресение» был номинирован в семи категориях, в итоге получив награды за лучший дизайн костюмов, лучшую операторскую работу, лучшую главную женскую роль и лучшую режиссуру.